# Promephitis
Promephitis — вимерлий рід хижих ссавців з родини скунсових, кілька видів якого описано з міоцену та раннього пліоцену Європи та Азії. Були широко розповсюджені у Євразії.

## Таксономія
Рід і типовий вид Promephitis larteti були описані в 1861 році Жаном Альбертом Годрі з скам'янілості, знайденої в Пікермі в Греції. З моменту первинного опису було названо до 10 видів, але з тих пір деякі з них були викинуті. Ранні знахідки складалися переважно із зубів або фрагментів щелепних кісток. У 2004 році Wang & Qiu повідомили про численні добре збережені знахідки черепів і скелетів з Китаю та описали два нових види. Наразі визнано наступних одинадцять видів.
|  | † Palaeomephitis                                         |
|  |                                                          |
|  | \| \| † Promephitis \| \| \| \| \| \| Mydaus \| \| \| \| |
|  |                                                          |
|  | † Promephitis                                            |
|  |                                                          |
|  | Mydaus                                                   |
|  |                                                          |

|  | † Promephitis |
|  |               |
|  | Mydaus        |
|  |               |

|  | † Palaeomephitis                                         |
|  |                                                          |
|  | \| \| † Promephitis \| \| \| \| \| \| Mydaus \| \| \| \| |
|  |                                                          |
|  | † Promephitis                                            |
|  |                                                          |
|  | Mydaus                                                   |
|  |                                                          |

|  | † Promephitis |
|  |               |
|  | Mydaus        |
|  |               |

- Promephitis larteti Gaudry 1861
- P. maeotica Alexjew 1916
- P. alexjewi Schlosser 1924
- P. malustensis Simionescu 1930
- P. majori Pilgrim 1933
- P. hootoni Senyurek 1954
- P. pristinidens Petter 1963
- P. brevirostris Meladze 1967
- P. maxima He and Huang 1991
- P. qinensis Wang and Qiu 2004
- P. parvus Wang and Qiu 2004